# 機動戦士ガンダムNT
『機動戦士ガンダムNT』（きどうせんしガンダムナラティブ、英題: MOBILE SUIT GUNDAM NARRATIVE）は、2018年11月30日公開の日本のアニメーション映画。
ガンダムシリーズのうち世界観「宇宙世紀」を描く作品の1つ。『機動戦士ガンダムUC』の福井晴敏書き下ろしによる中編小説『不死鳥狩り』をモチーフに、再構成した作品である。吉沢俊一監督。福井晴敏脚本。

## 概要
宇宙世紀を舞台にしたガンダム作品の完全新作劇場映画としては、『機動戦士ガンダムF91』以来27年ぶりとなる本作は、アニメ版『機動戦士ガンダムUC』（以下『UC』）以降の物語を各種メディアで展開するシリーズ「UC NexT 0100」の第1弾として製作される。
ストーリ－は、脚本の福井晴敏が本作以前に執筆した小説版『UC』の追補小説「不死鳥狩り」をモチーフに、『UC』までの宇宙世紀を総括する内容や「戦後の戦争」を取り入れて1本の映画として再構成した内容となっている。小説「不死鳥狩り」は、元々『UC』の原作小説とアニメ版の結末の差異を埋めることを目的とした作品であり、『UC』のアニメ版で独自に最後の敵として登場した兵器、ネオ・ジオングの存在を整理し、原作小説上での処遇を描くための作品であった。こうした経緯から、本作では小説「不死鳥狩り」で焦点が当てられた『UC』の小説版とアニメ版の相違点を、再びアニメ版『UC』の設定に合わせるための変更が行われており、小説版『UC』の物語からは繋がらない内容となっている。福井によれば、小説「不死鳥狩り」は小説版『UC』の外伝に過ぎなかったのに対し、本作は宇宙世紀の本伝を描くことを意識した作品であるとしている。
アニメーション制作はサンライズ第1スタジオが担当し、アニメ版『UC』のスタッフも多く参加している。その一方、主要スタッフには本作が初監督となる吉沢俊一や金世俊ら30代のアニメーターが起用されており、若い世代による作品作りが志向されている。
表題の「NT」とは、ガンダムシリーズに登場する概念である「ニュータイプ」と、「物語」などを意味する単語「ナラティブ」のダブル・ミーニングであり、ニュータイプについて物語る、再定義する、といった意味が込められている。ガンダムシリーズの原作者として位置づけられる富野由悠季が多くを語らなかったニュータイプの概念の解釈には、脚本を担当した福井による解釈が反映されており、本作の内容そのものが、2014年に角川書店より発売された書籍『ガンダムUC証言集』に福井が寄稿したニュータイプ解釈論の要約を映像化したものとも言え、監督の吉沢は福井の解釈に従うという立場を取っている。福井は、ガンダムシリーズにおけるニュータイプの概念は作劇上の事情で生まれた御都合主義の設定だとしても、ガンダムシリーズの中では1979年のシリーズ第1作『機動戦士ガンダム』から一貫して「存在と魂」という人間の本質に根ざしたテーマに関連づけて語り継がれてきた設定でもあるとし、それを現代の観点から「語り直す」ことを意図したとしている。このため、従来のガンダムシリーズで扱われてきた要素のうち、本作では超能力や霊魂といったオカルティックな一面に焦点が当てられるが、そうしたトンデモ（疑似科学）として受け取られがちだった設定を突き詰めることも意図されており、宇宙世紀シリーズの世界設定における異質な存在の象徴であるユニコーンガンダム3号機フェネクスを巡る物語が繰り広げられる。

## 作品解説
監督の吉沢は本作を「鳥で始まり鳥で終わる映画にしたい」としており、メカニックの意匠や、台詞、比喩表現など、映画の全編に渡って鳥のモチーフが登場する。
劇中では不死鳥に例えられるユニコーンガンダム3号機フェネクスは、それまでのガンプラや従来作品に登場していたデザインから細部の変更を受け、鳳凰の尾羽をモチーフにしたスタビライザーが追加された。
劇中では、海鳥の飛び交うシドニー湾（映画冒頭で描かれたコロニー落としにより生じたクレーター）の海岸風景が、主人公ヨナの回想や心象風景として繰り返し登場する。監督の吉沢によると、これは陸地がこの世（此岸）、海があの世（彼岸）の暗喩であり、その間を飛び交う鳥は此岸と彼岸を自由に行き来する存在、すなわちニュータイプを象徴しているとされる。
本作の主要な主人公機であるナラティブガンダムは、物語が進むにつれてA装備、B装備、C装備と次第に身軽なシルエットになってゆき、最終的にはコアファイターとなってヒロインのリタの元へと駆けつける。これは物語開始時に主人公のヨナが背負っていた後悔、恨み、焦りといったさまざまな想念が、物語の進行と共に徐々に削ぎ落とされていき、最後に残った本懐が明らかになるという、登場人物の心情とリンクした演出を意図したものであるが、この「ヨナが本当にやりたかったこと」の姿と位置付けられるコアファイターは鳥を想起させるデザインとなっている。脚本の福井やメカニカルデザインのカトキは、コア・ファイターを登場させることに難色を示したが、「鳥で始まり鳥で終わる映画にしたい」という吉沢の意向や、「ストーリーから逆算してメカを作る」という、吉沢が富野由悠季から伝授された作劇を反映させる形で、鳥型のコアファイターの登場が実現した。コア・ファイターの存在は映画終盤まで伏せられているが、物語前半における整備の場面で、A装備を取り外す際に折り畳まれたコア・ファイターの主翼が映るカットがあり、この際に伏線として観客の目に留まるよう、主翼のカラーリングを初期設定から急遽変更したという。
映画のクライマックスで、鳥型のコアファイターによってフェネクスの操縦席にたどり着いたヨナは、かつて海鳥が飛び交う海岸でリタから問いかけられた、「鳥」に絡んだ問答の答えを口にする。脚本の福井いわく、本作は「これを言うためだけの話、彼にこの台詞を言わせるためだけの話」であり、小説「不死鳥狩り」のクライマックスを踏襲する台詞となっている。

## プロモーション
2018年4月20日に行われた「ガンダムシリーズ 新作発表会」にて制作が告知され、メインビジュアルと主要スタッフなどが発表された。その後、同年8月16日に主要キャストおよび各種設定が公表された。
前売券は制作発表直後からムビチケより発売され、第1弾にはキービジュアルを使用したクリアファイル、第2弾には劇中設定を劇中世界の匿名人物が報告書というかたちでまとめた体裁を取った数量限定特製ブックレット「報告書-U.C.0097-」が付属する。また、2018年10月19日には同時期劇場公開の『GODZILLA 星を喰う者』とのコラボレーションイラストを使用したクリアファイル付き前売券が発売されたほか、同年11月2日には両作品の本編映像を用いたコラボレーション動画が公開された。
劇場公開に合わせ、本編冒頭23分が2018年11月30日にAbemaTVほか各動画配信サイトにて配信されたほか、同年12月1日にBS11、12月4日にTOKYO MXにてそれぞれテレビ放送され、12月13日にはPlayStation VRで配信された。
劇場公開初日の2018年11月30日には丸の内ピカデリー1にて初日舞台挨拶が開催され、ヨナ・バシュタ役の榎木淳弥、ミシェル・ルオ役の村中知、リタ・ベルナル役の松浦愛弓、ゾルタン・アッカネン役の梅原裕一郎、監督の吉沢俊一、脚本の福井晴敏、プロデューサーの小形尚弘が登壇した。
2019年7月12日には中国で上映されたが、中国での上映はシリーズ初である。
2019年9月13日には、機動戦士ガンダム40周年プロジェクト『ガンダム映像新体験TOUR』の一環として、4DX版がユナイテッド・シネマ計20館にて『機動戦士ガンダム 逆襲のシャア』と併映された。
2021年1月1日にBS11（1月2日にTOKYO MX、1月3日にはMBS）で『ガンプラ40周年記念『機動戦士ガンダムNT』特番』と題して地上波初放送。

### 入場者特典
週替わりの入場者特典が9週間に渡って数量限定で配布された。
1週目（2018年11月30日 - 12月6日） - 「UC&NT複製原画セット」
『機動戦士ガンダムUC』と本作の作中シーンから選ばれた複製原画。2枚1組で計6種がランダム配布された。
2週目（2018年12月7日 - 12月13日） - カイ・シデン報告『サイド6ヘリウム3備蓄基地爆発事故異聞』コラムペーパー
物語の顛末を作中世界の登場人物であるカイ・シデンがジャーナリストとして綴ったという体裁を取ったレポート・コラム。本作のエンディング後に、劇中の出来事が作中世界の人々にどのような形で公表されたのかを描く。
3 -4週目（2018年12月14日 - 12月27日）
「ガンダムトライエイジ『機動戦士ガンダムNT』公開記念プロモーションカード」
アーケードゲーム『ガンダムトライエイジ』でナラティブガンダムA装備として使用可能な、キービジュアルをあしらったカード。
3周目（2018年12月14日 - 12月20日） -  「平成最後のガンダムNT年賀状」
年賀状として使える絵はがき。シャア・アズナブル、フル・フロンタル、ゾルタン・アッカネンの3人が肩を並べるイラストと、富士山を背景にしたキービジュアルの2種類がランダム配布された。
4週目（2018年12月21日 - 12月27日） - 「ガンダムNTカレンダー」
ユニコーンガンダム1号機、2号機バンシィ、3号機フェネクスを描いたカレンダー。

5週目（2018年12月28日 - 2019年1月3日） - 「『機動戦士ガンダムUC』Unreleaced Soundtrack」
アニメ版『UC』劇伴曲の未使用曲集CD。
6週目（2019年1月4日 - 1月10日） - 「『機動戦士ガンダムNT』複製原画セット第2弾」
本作の作中シーンから選ばれた複製原画。2枚1組で計3種がランダム配布された。
7週目（2019年1月11日 - 1月17日） - 「『機動戦士ガンダム 閃光のハサウェイ』イメージスケッチカード」
本作の公開と同時に制作が発表された映画『機動戦士ガンダム 閃光のハサウェイ』のイメージスケッチを基にしたカード。全3種がランダム配布された。
8週目（2019年1月18日 - 1月24日） - 「『機動戦士ガンダムNT』モニターワークスカード」
劇中の導入場面で登場人物が閲覧しているナラティブガンダムのスペック表と、主人公ヨナの履歴書をあしらったカード。いずれかがランダム配布。
9週目（2019年1月25日 - 1月31日） - 「矢立文庫でおなじみ！ 大川ぶくぶ先生の描き下ろし漫画」
『IPポリスつづきちゃん』『ポプテピピック』などの著作がある漫画家、大川ぶくぶによるパロディ4コマ漫画。

## 興行成績
公開劇場数は全国で90館。興行通信社による2018年12月1日・2日の全国映画動員ランキングトップ10では第4位、スクリーンアベレージで第1位を記録。興行収入は公開から24日間で5億円を突破し、
最終興行収入は6.7億円となった。
中国における興行収入は公開から約3日間で729万元（約1億1455万円）と、現地メディア・環球日報で報じられた。なお、中国における最終興行収入は871.1万元（約1億3688万円）で、2019年に中国公開された日本映画23作品の内、18位という成績であった。

## あらすじ
宇宙世紀0079年。ヨナ、ミシェル、リタの3人の少年少女は、ジオン公国軍のコロニー落としを事前に察知し、多くの人々を避難させて命を救ったことで「奇蹟の子供たち」と呼ばれるようになる。しかし身寄りをなくした彼らは、その能力に着目した地球連邦軍により、一年戦争終結後には特殊な施設で過酷な実験に晒されることとなった。数年が経過した後、ミシェルの一計によってヨナとミシェルは施設から逃れられるも、残されたリタはやがてユニコーンガンダム3号機フェネクスと共に行方が途絶えてしまう。
そして宇宙世紀0097年。「ラプラスの箱」をめぐるラプラス事変は、「袖付き」の壊滅と「箱」の開放によって決着。その立役者となったユニコーンガンダム1号機と2号機バンシィ・ノルンは、現在では扱い切れない技術的特異点「シンギュラリティ・ワン」として解体・封印されていた。だが、それと前後して行方不明であったフェネクスが地球圏各所で目撃されるようになる。ルオ商会の重鎮となっていたミシェルはシンギュラリティ・ワンと同等の力を手にするため、フェネクス捕獲作戦「不死鳥狩り」に着手するとナラティブガンダムを調達し、そのパイロットとしてヨナを参加させる。
だが、ミシェルはジオン共和国軍にもIIネオ・ジオングを譲渡しており、サイコフレーム搭載機同士を争わせることによってフェネクスをおびき出すことを画策していた。秘密任務のために「袖付き」の残党を装うゾルタン・アッカネン率いるジオン共和国正規軍は、ミシェルの思惑に乗せられてスペースコロニー内で「不死鳥狩り」部隊と戦闘を開始する。多数の民間人犠牲者が出る中、ナラティブガンダムは一時的にフェネクスを捕らえる事に成功するも、ヨナの激情に端を発した暴走を経て、最終的には飛び去られてしまう。
戦闘後、ミシェルはリタへの贖罪を兼ねて、ユニコーンガンダムの力を手に入れようとしたことを告白する。一方、ゾルタンの戦闘行為を問題視したジオン共和国側は、責任を追及される前に彼を切り捨てようと目論む。しかし、それを知ったゾルタンは自暴自棄になって、IIネオ・ジオングの力で新サイド6のヘリウム3備蓄基地を臨界爆発させ、地球圏に壊滅的な打撃を与えようと暴れだす。
リタの思念を感じて戦場に駆けつけたヨナとミシェルらは、フェネクスと共闘してゾルタンと対決。ヨナはミシェルを喪いつつも、最終的にはフェネクスの力を引き出してIIネオ・ジオングを撃破する。全てを終えたフェネクスは、最後にヨナを降ろして銀河の中心に向けて飛び去っていったのだった。

## 登場人物

### 奇蹟の子供たち（主要人物）
プライマリースクール2年生当時、ジオン軍のコロニー落としを事前に察知し、多くの人々を救った子供たち3人。全員がコロニー落としで両親を失って戦災孤児となり、一年戦争後にはニュータイプの素養を見込まれて地球連邦軍のオーガスタ研究所で強化人間の処置を受ける。しかし、ニュータイプ能力を発現したのはリタのみで、ほかの2人はリタを通してイメージを見たにすぎないという秘密がある。グリプス戦役終盤、ミシェルがルオ商会に引き取られたことをきっかけとして、別々の運命をたどる。
幼少の頃、ヨナのものだったペンダントを3つに分かち合い、友情の証としてもち続けている。これはヨナの父の形見であり、クラスメイトとの諍いで破損したものを3人で分け合ったものである。小説版では、このペンダントはハービック社の研究員であったヨナの父が、画期的な発明によって地球連邦の航空機の開発に貢献したことを称える徽章とされる。また漫画版では、航空・宇宙工学分野で世界のために目覚ましい功績を挙げた人物にのみ与えられる栄誉ある賞の受賞者に贈られるものとされる（第11話）。
スマートフォンゲームアプリ『機動戦士ガンダム U.C. ENGAGE』のイベント「0086 ペッシェ・モンターニュ ～水の星にくちづけをI～」内の短編アニメでも、3人のオーガスタ研究所での様子が描かれている。
ヨナ・バシュタ
声 - 榎木淳弥、中村文徳（8歳時）
主人公のひとり。地球連邦宇宙軍所属の25歳で階級は少尉。グリプス戦役終結後に自身の過去をすべて抹消し、18歳で地球連邦軍士官学校に入学した。連邦軍入隊以降の賞罰は特になく、ごく平凡な経歴の士官を装っていた。
マーサ・ビスト・カーバインに関わる作戦ではディジェに搭乗して初の実戦を経験し、「不死鳥狩り」ではミシェルよりナラティブガンダムのパイロットに指名され、シェザール隊に編入される。パイロットとしての技量は中の上程度と、精鋭揃いのシェザール隊メンバーと比べてさほど高くなく、ミシェルとの関係を聞かされていない部隊の仲間たちからはガンダムを与えられたことを疑問視される。一方、オーガスタ研究所にいた頃に図らずもリタを見捨てる形になり、彼女を守れなかったことに対する強烈な悔恨と罪悪感を抱えていることから、リタが搭乗しているとされるフェネクスの捕獲に執念を燃やす。
フェネクスと何度も邂逅するなかでリタに呼びかけられ、IIネオ・ジオングの存在をこの世から抹消するために力を貸して欲しいと告げられる。
ニュータイプとしての素養はもたないが、NT-D発動の際はリタ・ベルナルとの接触により、サイコフレームを介してニュータイプとして一時的に開花していた可能性がある。
劇中での乗機は、ディジェ、ナラティブガンダム（A装備、B装備、ハルユニット、C装備、コア・ファイター）、フェネクスと、場面ごとにさまざまな機体を乗り継ぎ、換装を繰り返す。シェザール隊でのコールサインはS007（シェザール・セブン）。
ミシェル・ルオ
声 - 村中知、横溝菜帆（8歳時）
主人公のひとりにして本作の黒幕。ヨナとリタの幼なじみ。25歳。ルオ・ウーミンの次女（養子）。旧姓はアベスカ。
グリプス戦役終盤、本物のニュータイプを名乗ることでルオ・ウーミンの養女となり、得意の略筮法によって会社を盛り上げ、宇宙世紀0097年ではルオ商会の特別顧問として政財界から大きな信頼を集める。彼女の占いは統計学の応用であり、実際には事情通としての立場を利用したものであったが、数々の危機を事前に言い当てることによってニュータイプを演じ、養父の信頼を得ていた。
オーガスタ研究所にいた頃に、皆で生き残るための策の一環としてヨナに虚偽を吹き込み、結果的には妹のように思っていたリタを救えず、見捨てたような形になったという過去を抱える。一方、そうせざるを得なかった自らの弱さを憎んでおり、サイコフレームに魂を移す方法が解明されて人類が死を克服すれば、嘘も偽りもない世界が実現できるという考えからサイコフレームに執着し、そのためには人々の犠牲すらいとわない。ラプラス事変で人智を超えた力を見せたシンギュラリティ・ワン（ユニコーンガンダム1号機、及び2号機）と同等の力を欲してフェネクスを求め、ナラティブガンダムをはじめとする増援物資とともにダマスカスに乗り込む一方、ジオン共和国側にもIIネオ・ジオングを提供するなど、確実にフェネクスをおびき寄せるために暗躍する。
ヨナがリタに惹かれていることを知りつつ、ヨナには異性としての好意を寄せているが、ヨナからはリタを裏切ったことで恨まれており、ヨナやリタから許されたいという思いを抱く。サイコフレームによって死が克服された世界では、死者と再会することも許しを請うこともできると考えている。フェネクスを捕獲してヨナとリタを再会させることに成功した場合の後先については、実は深く考えていなかった。IIネオ・ジオングとの戦いでヨナを助けるために盾となり命を落とす。その後魂はフェネクスに宿り、IIネオ・ジオングを撃破した後、リタと共に宇宙の彼方へと去っていった。
リタ・ベルナル
声 - 松浦愛弓
主人公のひとり。癖のある長い金髪とエメラルドの瞳を持つ、美しい少女。地球連邦軍宇宙軍所属。階級は少尉。存命であればヨナやミシェルと同い年のはずだが、物語開始時点で生死不明。劇中の回想やヨナの夢の中では、離別前の15歳または、コロニー落としを予言した8歳の姿で登場する。小説「不死鳥狩り」では顔がはっきり見えないという言及がされており、本作でも当初は目元を映さない演出がされているが、中盤以降でははっきりと顔が描かれるようになる。ただし瞳の色などの容姿は小説「不死鳥狩り」から変更されている。
幼少期を地球で過ごすが、生まれは宇宙という設定。小説版での言及によれば、父親は地球居住者（アースノイド）の役人だが、母方の曾祖母が最初期の宇宙移民（スペースノイド）であったとされ、父がコロニーを訪れている時に母と結ばれ、リタが生まれてから地球に移住したとされている。
幼少期からニュータイプ能力に目覚めており、グリプス戦役終結後もひそかに被験者として人体実験を受け続けていたが、普通の人間との肉体的な違いは発見できなかったとされる。宇宙世紀0095年に能力を見込まれてフェネクスのテストパイロットとなるが、起動実験中に暴走事故を起こして消息不明となる。映画ではこの時の容姿が後ろ姿でワンカットのみ描かれるが、その背中は何度も外科手術を繰り返した傷痕が残っている。
「生まれ変わったら鳥になりたい」という願望をヨナと引き裂かれる前に語っており、それに対する返事を言えなかったという記憶がヨナの中で夢や幻覚として幾度も繰り返され、後悔となってくすぶり続ける。
映画の結末では、リタが8歳の頃から自分の将来に降りかかることを予見していたことが明かされ、IIネオ・ジオングを倒すために自分たち3人が必要で、どのような結末になるかを悟った上で、ヨナとミシェルをこの運命に巻き込んだことを告白し謝罪する。監督の吉沢によれば、リタは自分を待ち受ける運命に絶望していたが、それでもその未来に進んでいくしかなかったとされる。

### 地球連邦軍の人物
マウリ・レホ
声 - 玉野井直樹
地球連邦軍参謀本部の中将。
物語の序盤に登場。ミシェルを取引相手として信用しており、シンギュラリティ・ワンに関する資料を極秘裏に提供する。ミシェルの指示により、「不死鳥狩り」の立案に尽力する。
映画では明示されないが、冒頭の登場場面ではマーサの襲撃地点についての情報を提供していたと設定されている。漫画版では、登場場面がマーサの襲撃後に変更され、取引の内容についても明示されている。

#### シェザール隊の人物
フェネクスを捜索する極秘任務「不死鳥狩り」のため、腕の立つ軍人を中心に編成された精鋭部隊。得意分野には秀でるが協調性には問題のあるメンバーを隊長のイアゴが取りまとめている。艦長のアバーエフ、隊員のパベルを除く5人は原案小説「不死鳥狩り」から名前が引き継がれているが、設定やコールサインが入れ替わるといった変更がある。
イアゴ・ハーカナ
声 - 中井和哉
シェザール隊隊長で階級は少佐。乗機はジェスタ A班仕様で、コールサインはS001（シェザール・ワン）。
本作では「子供を守ろうとしない身勝手な登場人物ばかりの中にあって、部下やヨナを守ろうとする数少ないまっとうな大人」という立ち位置が与えられている。ヨナの経歴や、秘密の多い「不死鳥狩り」の任務に疑念を抱き、ひそかに事態の背後関係を嗅ぎ回る過程で彼の事情に同情し、気にかけるようになっていく。また、ミシェルから「不死鳥狩り」についての真意を聞かされた際には犠牲をいとわない彼女の倫理観を批判している。
「シャアの反乱」時に連邦軍の一員としてアクシズの地球落下阻止に参加。アムロ・レイのνガンダムが起こしたアクシズ・ショックを目撃して感銘を受けたという経歴を持ち、そのためサイコフレームが引き起こす特異な現象やニュータイプについて彼なりの思想がある。
漫画版では、ヨナがもっているペンダントの出自を知っており、自分の父親も（実験中の事故で殉職したことも加味された特例らしいものの）もらっていると語る（第11話）。また、グリプス戦役では詳細は不明だがネモに搭乗し、ティターンズによるコロニーへの毒ガス注入を見逃すような描写がある（第12話）。「シャアの反乱」では、アクシズに取り付いて押し返そうとするジェガンのうちの1機に搭乗している（第11話）。
IIネオ・ジオングとの最終決戦ではジェスタにナラティブガンダム用のブースターを装着して戦場へと赴き、アクシズでの経験や自身の想いを語りながらヨナらを鼓舞し援護する。決戦中にIIネオ・ジオングのサイコミュ・ジャックによって機体の制御を奪われて脱出不能のまま味方を攻撃させられ、反撃を躊躇し救出を試みるヨナに対し、彼の実力では無理だと叱咤するのは小説「不死鳥狩り」と同様だが、本作ではミシェルの自己犠牲により生還する。映画の結末では、部下たちに救出されたイアゴが宇宙で救援を待つヨナを回収し、ジェスタの手のひらの上で会話をしている様子が描かれている。
フランソン
声 - 星野貴紀
シェザール隊副隊長で階級は大尉。乗機はジェスタC班仕様で、コールサインはS002（シェザール・ツー）。スウェーデン系の優男。サイコフレームによる「永遠の命」という概念に対して独自の見解を示す。
アマージャ
声 - 佐藤せつじ
シェザール隊隊員で階級は大尉。乗機はジェスタC班仕様で、コールサインはS003（シェザール・スリー）。ダウンタウン出身の強面で、バンカラ気質。額から2本の角を生やしたような髪型をしている。
デラオ
声 - 荒井勇樹
シェザール隊隊員で階級は中尉。乗機はジェスタB班仕様。ヒスパニック系の黒人。
パベル
声 - 島田岳洋
シェザール隊隊員で階級は中尉。乗機はジェスタB班仕様で、コールサインはS005（シェザール・ファイブ）。巨漢だが穏やかな物腰の男性。
タマン
声 - 駒田航
シェザール隊隊員で階級は少尉。乗機はジェスタA班仕様で、コールサインはS006（シェザール・シックス）。ヨナを除けばシェザール隊で最も若手の隊員で生真面目な青年。
漫画版ではメカオタクという設定で、第7話ではナラティブガンダムのキャノピーを見てコア・ファイター搭載機であることを見抜き、関連する知識を仲間に披露する。
アバーエフ
声 - 山路和弘
シェザール隊の母艦であるクラップ級宇宙巡洋艦「ダマスカス」の艦長。階級は大佐。「不死鳥狩り」へのルオ商会の干渉には当初から懐疑的な考えを持っており、フェネクス捕獲のために民間人の犠牲すらいとわないミシェルの強引な方針には怒りをあらわにした。

### ルオ商会の人物
『機動戦士Ζガンダム』に登場した組織。本作ではミシェルの関係者として登場する。
アニメ版『UC』では、ビスト財団とは商売敵の関係にあると言及され、小説版『UC』でも、ビスト財団とは勢力を二分する大財閥で、過去に衝突したことがあると言及されていた。
ルオ・ウーミン
ルオ商会会長で、ミシェルの義父。10年前の時点では杖を付いて立っていたが、宇宙世紀0097年ではコールドスリープ用のカプセルにて冷凍睡眠中。
ブリック・テクラート
声 - 古川慎
ルオの指示で長年ミシェルの秘書を務める青年。
同性愛者で、女性を愛することがないためにルオ・ウーミンよりミシェルの傍にいることを許されている。ミシェルにとっては兄のような存在で、ブリック自身もミシェルのことを大事に思っている。劇中ではミシェルの理解者、代弁者として常に付き従い、最後まで運命を共にする。
ステファニー・ルオ
声 - 夏樹リオ
ルオ商会の社長。義理の妹であるミシェルが進めるシンギュラリティ・ワンの入手を止めようとする。
宇宙世紀0087年の過去の場面では、サイコガンダムがもたらしたニューホンコンへの被害（『Ζ』テレビアニメ版第17話）に対する落とし前をエスコラに要求し、当時15歳のミシェルがルオ商会に引き取られてヨナたち3人が離散する発端となったという経緯が描かれている。

### ジオン共和国の人物
ジオン公国の崩壊後に体制を変更して生まれた国家。『UC』に登場した「袖付き」が同じジオンの流れを汲みながらもテロリスト集団として認知されていたのに対し、表向きは国家として地球連邦から自治権を認められている。その一方、一部の国家主義的勢力が「袖付き」を秘密裏に支援するなどしてジオンの再興を目論んでおり、本作では3年後の宇宙世紀0100年に行われる連邦への自治権返還が迫る中、影響力確保のため国家の関与を隠しつつフェネクスの捕獲を目論んでいる。
ジオン共和国軍所属であるゾルタン隊が「袖付き」を装うのは、フェネクス捕獲にまつわる一連の作戦を「袖付き」の手によるものと偽装するためである。監督の吉沢によれば、極右翼集団「風の会」（小説版『UC』に登場）絡みの連中であり、若い構成員の多い頼りなさそうな集団をイメージしており、『UC』に登場した「袖付き」とはだいぶ質が異なるとされる。
ゾルタン・アッカネン
声 - 梅原裕一郎
ジオン共和国軍大尉。27歳。乗機はシナンジュ・スタイン。
かつてフル・フロンタルとともに「シャアの再来」の候補者として開発された強化人間のひとりであるが、最終的にはフロンタルが選出される。このため「赤い彗星の失敗作」と揶揄されることにコンプレックスをもち、指摘されると激昂する。右眼は過去の実験失敗により、サイコミュを内蔵した赤い義眼に換えられている。両瞼に縦に傷のようなものがあるが、片方は本物の傷で、もう片方はそれと左右対称になるように入れたタトゥーであり、身体にも同じ色のタトゥーを入れている。頭側部を刈り上げ前髪を伸ばした髪型をしている。
自分を失敗作扱いした人々を見返すことに執着しており、己の力を誇示するためには周囲を巻き込むことも厭わず、新サイド6のスペースコロニー「メーティス」内で発砲し、大勢の死傷者を出す。この蛮行で極秘任務が表沙汰となり、証拠隠滅を図るモナハンが部隊ごと抹殺しようとしていることを察知すると、自分たち強化人間を戦争の道具として弄ぶ世界への復讐心に駆り立てられ、IIネオ・ジオングの力でコロニーおよび地球に大きな被害をもたらす破滅行為に乗り出す。
ナラティブガンダムとヨナを自分の同類と直感しつつも、当初は「二流のガンダム」「ニュータイプのなり損ない」と蔑んでおり、失敗作として蔑まれる自分への当てつけと解釈して激昂する場面もあるが、やがて精神感応を通じてヨナとリタの事情を知るようになり、雌雄を決すべき宿敵としてつけ狙うようになる。
ヘリウム3備蓄基地ではモナハンの差し金で派遣されてきたゼネラル・レビルを旗艦とする連邦軍特別混成艦隊と交戦し、IIネオ・ジオングによって混成艦隊のMS隊に次々と損害を与えるが、艦隊の攻撃で母艦のグルトップを失ったことで暴走が加速。サイコ・シャードの力を用いて艦隊を壊滅させる。その後飛来したフェネクスおよび同機が導く混成艦隊の残存MS相手には当初苦戦するものの、逆に残存MSをIIネオ・ジオングのジャック機能で掌握することで追い詰め、捕縛に成功する。そこにヨナが駆るナラティブガンダムC装備が乱入してフェネクスを解放されるが、それでもなお機体の戦力差により2機を追い詰めていく。しかしヨナがフェネクスに乗り移ったことで再度逆転を許し、IIネオ・ジオングを失う。最期はシナンジュ・スタインで接近戦を仕掛けるも、コクピットごとビーム・トンファーで貫かれて死亡。その直後、奇跡の子供たちの精神世界の中で、3人と同じく子供の姿のゾルタンも誰かに手を引かれて去っていく。それでも残った巨大な怨念は備蓄基地のヘリウム3を臨界爆発させようとするが、フェネクスが展開したサイコ・フィールドによって阻止される。
劇中では、徹底して勧善懲悪ものの悪役のように描くことが意図されている。これは、『UC』における敵役のフル・フロンタルを、アニメ版では原作小説のような絶対的な悪として描かなかったことの反動でもあるとされる。
声優の梅原は、最後に思念体となったゾルタンがヨナに優しい口調で話しかけるシーンを印象深いと語っているが、このシーンは当初没になる予定であったところ急遽変更された経緯がある。
漫画版の「過去編」では、ゾルタンを名乗るきっかけとなった5歳のとき（宇宙世紀0075年）のエピソードが描かれる。本名はティート・トゥッチで、父ボナヴェントはサイド3のコロニー貨物船労働協会の会長である。常にイマジナリーフレンドのフランとともに行動し（当然、ほかの人には見えない）、世話係のブライアーを慕っている。ある日、父と対立する急進派のラソイオが言っていた父とブライアーの「秘密」について何気なく問いただして父を怒らせ、フランは存在しない、自分の息子なら強くなれと叱咤される。さらに、ブライアーから「家族」であることを否定されたことで心に傷を負い、部屋にこもりっきりとなる。また、父とラソイオとのやりとりや、ブライアーとラソイオの手下の格闘をのぞき見たことで「強さ」を曲解し、ぬいぐるみにナイフを突き立て続け、ブライアーやフランをも「イラナイ」と拒否する。
その後、ラソイオの配下の女性から母親に会わせると騙されて誘拐され、アジトに監禁される。その際にラソイオから、「秘密」を守るためにお前は父とブライアーに嘘をつかれている、お前は生まれたときから誰からも愛されてこなかったと吹き込まれ、それを信じ込んでしまう。アジトの場所を突き止めたブライアーによって救出され、帰ってきた邸宅を襲撃するラソイオは、父とブライアーによる「秘密」の告白を捻じ曲げて誘拐の際に言ったことと結び付け、さらに追い打ちをかける。邸宅が燃える中、父もブライアーも死に、フランにも別れを告げられ絶望するティートに瀕死のラソイオが、お前は俺と同じ境遇だとドッグタグを渡す。それにはラソイオの本名である「ゾルタン・アッカネン」が記されていた。受け取った瞬間、ティートの隣に人魂のようなものが現れ、ティートは落ちていた銃を拾いラソイオの頭を撃ち抜く。絶命後も弾が切れるまで銃を撃ち続け、うち1発が防弾チョッキに跳ね返されて右眼をかすめ、出血する。生き残っていた役員によって邸宅から救出され一命を取り留めるが、病院に収容されるまでドッグタグを握りしめる。病院ではみずからをゾルタンと名乗り、邸宅襲撃時のラソイオのような風貌にのちのゾルタンを思わせる仮面を被った、新たなイマジナリーフレンドを生み出す。
『NT』本編と同様の行動はふたたびフランに会うためものとしている。それをさまたげるナラティブガンダムおよびフェネクスを、過去にも現在にも自分の邪魔をした「連邦」として受け止め、ヘリウム3を臨界爆発させようとする。
エリク・ユーゴ
声 - 遠藤綾
ジオン共和国軍中尉。29歳。乗機は自身専用のギラ・ズール。
モナハンと裏で繋がっており、彼の指示でゾルタンを監視する。名目上の上官であるゾルタンを持て余し、ひそかに「赤い彗星の失敗作」として蔑んでいる。モナハンから証拠隠滅の指示を受けた際には、部隊を見捨ててひとりで脱出するよう促されるが、そのときの通信をゾルタンに立ち聞きされたことで裏切りが露呈し、頭を撃ち抜かれて射殺される。
モナハン・バハロ
声 - てらそままさき
ジオン共和国外務大臣。
一年戦争時のジオン公国、および戦後の共和国首相を務めたダルシア・バハロの息子で、モナハンの自室には彼の肖像画がかけられている。平和路線を志向したダルシアとは正反対の野心家で、ミネバには秘密でジオン再興を目論み、ゾルタンを中心とする部隊を結成する。物語中盤、コロニー「メーティス」での戦闘をきっかけにジオン共和国の関与が露呈しそうになると、切り札と見込んだゾルタンとIIネオ・ジオングは手に余るとして切り捨てを決断し、証拠隠滅に乗り出す。ミシェルの思惑に乗じた結果として、多大な被害を受ける立場となるものの、ブリック曰く「モナハンのような人物がいる限り、たとえミシェルが行動を起こさなかったとしても、いずれ同じようなことが起こっていた」と評されている。
ジオン共和国右派のトップであり、国粋主義的政治結社「風の会」を主宰している。かつては「袖付き」にフル・フロンタルを送り込み、資金援助をおこないサイド共栄圏構想を推し進めようとしていたラプラス事変の黒幕でもある。
もともとは小説版『UC』の登場人物で、国防大臣とされる。アニメ版『UC』には登場していないが、外伝であるドラマCD・漫画『獅子の帰還』において、「シャアの再来計画」の首謀者でフル・フロンタルの生みの親と噂されている。
漫画版の「過去編」（0075年）にも青年期のモナハンが登場するが、名前はラストで明かされる。父と仕事上の付き合いがあるボナヴェントの邸宅の外にいるところに、雨どいの修理工が落とした工具箱が頭上に降ってくるが、一緒にいたティート（5歳のゾルタン）に助けられる。
邸宅襲撃事件後にティートの担当医から連邦軍の関与があったことを聞かされ、いつか必ず連邦に思い知らせることを誓う。

### ミネバ一派の人物
『UC』の主要登場人物とその仲間たち。劇中ではジオン共和国に匿われているが、同国のモナハンとは利害が一致しつつも根本的には相容れない立場にあり、互いの腹を探り合いつつ牽制し合う立場に置かれている。
ミネバ・ラオ・ザビ
声 - 藤村歩
ネオ・ジオン残党軍「袖付き」の指導者にして、ザビ家の遺児。『UC』のヒロインでもある。
「ラプラスの箱」の正体を公表した「ラプラス宣言」の後、ユニコーンガンダムとバンシィの人智を超えた能力を危険視し、連邦軍と共同で両者の機体とサイコフレームの研究を封印する協定を締結した。その後、航宙戦艦メガラニカ内のビスト邸に拠点を構える。フェネクスの奪取を目論むモナハン・バハロ一党の企みを阻止するため、配下のジンネマンに指示を出す。
バナージ・リンクス
声 - 内山昂輝
『UC』の主人公。「それでも」が口癖。
本作ではガランシェールJr.に艦載されたシルヴァ・バレト・サプレッサーに搭乗して出撃に備えつつ、コクピットから事件の動向を見守る。物語終盤では、ヨナを守ろうとしたリタとミシェルの遺志を感応波として受け取ったことから、ジンネマンにガランシェールJr.の発進を促し、ゾルタンと戦うヨナに超長距離からの援護射撃を行う。IIネオ・ジオングとの戦いが終わった後、リタやミシェルの意識を連れて遠い世界へ旅立とうとするフェネクスのコクピットから、ヨナを連れ戻す。
本作においては、『UC』の結末でニュータイプの世界における境界の向こう側を一度見てきた立場としてヨナを現世に引き戻し、人として生きることを肯定してみせるという役割が与えられており、ラストシーンでヨナと言葉を交わして物語を締めくくる。
スベロア・ジンネマン
声 - 手塚秀彰
ガランシェールJr.艦長。ミネバの指示を受けてフェネクスの動向を追う。
フラスト・スコール
声 - 小山力也
ガランシェールJr.の航行士。
タクヤ・イレイ
声 - 下野紘
ガランシェールJr.の航行士。バナージの元ルームメイトで、同じくアナハイム工専に通っていた。
映画では帽子の鍔で顔が隠される、もしくは後ろ姿などの状態で登場し、バナージと通信する姿が描かれる。

### 宇宙世紀0087年の人物
物語開始から10年前、グリプス戦役に関わった人物たち。本編の時間軸には登場しない。
エスコラ・ゲッダ
ティターンズ所属の大佐。オーガスタ研究所の施設長でもあり、ヨナやミシェルの回想に登場する。
0086年を描いた『U.C. ENGAGE』のイベントにも登場。ロザミア・バダムの再強化に、失敗しても「そのときはそのときだ」と冷徹に同意する。
マルガ
オーガスタ研究所の上級研究員。
脱走を企てたヨナ、リタ、ミシェルに対し、いっそ足を切ってしまおうかというエスコラの愚痴に対し、平然と「切っても研究に支障はない」とする相槌を打つ。この会話はミシェルを震え上がらせ、その後のなりふり構わぬ策略を駆り立てる動機に繋がる。
エスコラとともに、『U.C. ENGAGE』のイベントにも登場。肉体的な強化は成功するものの、精神的に不安定なロザミアの再強化を進言する。
クワトロ・バジーナ
声 - 池田秀一
ニュータイプを提唱した思想家ジオン・ズム・ダイクンの遺児で、ティターンズと敵対していた組織エゥーゴの指導者。
劇中では、ダカールの連邦議会で行った演説がテレビ版から流された。

### そのほかの人物
マーサ・ビスト・カーバイン
声 - 塩田朋子
アナハイム・エレクトロニクス社（AE社）創業家に嫁いだビスト家の一員。かつてラプラス事変を拡大させた責任を問われて失脚し、連邦政府による幽閉状態にあるため、AE社、ビスト財団、連邦軍のいずれからも距離を置かれている。
北米コロラドの山岳地帯で連邦軍部隊による護送中、ルオ商会の部隊を率いたミシェルに身柄を確保される。見返りとして、作中時間にして1年半前のバンシィとフェネクスのテストに立ち会っていた経験、情報を提供させられる。

### 小説版の登場人物
ヨゼフ、アルバート、フレッド、マルコ
一年戦争前の回想に登場する、ヨナ、ミシェル、リタと同郷の不良少年たち。映画では、ヨナの父親の形見のペンダントが破壊される場面に姿が登場するのみだが、小説版では、本編と平行して語られていく過去のできごとの中で主要な役回りを演じる。同じ宇宙移民（スペースノイド）出身者であるヨナを無理矢理仲間に引き込み、いわゆるカツアゲを繰り返していたが、地球居住者（アースノイド）であるリタやミシェルと仲良くするヨナにリンチを加えようとしたことがきっかけで、リタが伸ばしていた髪を自ら切り、ヨナの父親のペンダントが破壊されるという結果の原因となる。
このことをきっかけにヨナがグループを抜けてからは疎遠になっていたが、リタがシドニーへのコロニー落としを予言し、ヨナやミシェルら3人市庁舎をジャックして災害避難警報を鳴らして警告を広めるという行動に出ようとしていた際には、噂を聞きつけて現れる。当初は宇宙移民への差別を助長するという理由から3人の行動を批判していたが、最終的には協力する。

### 漫画版の登場人物
ラーソン
小説「不死鳥狩り」では、エシャロット事件の死亡者として名前が言及されていた人物で、本作では漫画版の第8話から第9話にかけて登場（第11話にも映像として後ろ姿で登場）。階級は中将。フェネクスの試験評価員としてエシャロットに乗艦し、周囲が機嫌を取る中、横柄な態度で模擬戦を見学するが、暴走したフェネクスにブリッジごと吹き飛ばされ、ほかのクルーとともに生身のまま宇宙空間へと投げ出される。
白の三ツ星
漫画版第11話から登場。「ネオ・ジオンの乙女達」とも呼ばれる、女性兵士三人組のエースパイロットたちで、エリクの関係者。過去の因縁からゾルタンを憎んでいる。ゾルタンの部隊に配属され、白く塗装されたドライセンに搭乗する。
マリク・ユーゴ
白の三ツ星の一員。エリク、シークからはメリ姐（メリねえ）という愛称で呼ばれる。
シーク・ユーゴ
白の三ツ星の一員。エリクからはシー姐（シーねえ）という愛称で呼ばれる。
ビアギッテ・クヌッセン
白の三ツ星の一員。「御守り兼安定剤」と称する薬を飲んでいる。

#### 「過去編」の登場人物
ラソイオ
サイド3の民間組織「コロニー貨物船労働協会」の第6支部長。辺境コロニーのスラム街生まれで、親からの虐待で顔を焼かれ（左のこめかみを中心にその跡が残っている）、劣悪な環境の施設で育つ。その後軍に入隊するが、その暴力性から不名誉除隊された経歴をもち、ブライアーからは倫理観のない「欲の獣」と評される。ラソイオは通り名であり、親が付けた本名を嫌っている。
0075年、地球連邦政府による関税の税率改定に猛反発する急進派のリーダーとして、穏健派で会長のボナヴェントと対立。連邦貨物船の爆破テロを裏でおこなうと同時に、配下の組合員とともにストライキを決行、政府高官は協会と話し合う準備があると発表する。この成果と、役員へのハニートラップによる3分の2の議決権の掌握をもってボナヴェントに会長の交代を迫る。しかし、ボナヴェント側もラソイオを内偵してテロ実行の様子を撮影しており、されに連邦商務省がストライキ中の貨物船に替わって連邦宇宙軍の輸送艦隊が代替輸送をおこなうと発表したことで引き下がる。
その後も手を引くことはなく、配下の女性にティート（5歳のゾルタン）を母親に会わせると騙して誘拐させ、ボナヴェント邸からデータ端末を盗み出す手伝いをさせる。端末の情報から割り出したサイド3領域内の連邦軍の極秘補給施設を爆破することで代替輸送を困難にし、連邦政府が軟化を模索するために派遣した産業安全保障局局長が座乗するサラミス級巡洋艦の航路に機雷を敷設して撃沈する。さらに連邦の諜報員を拉致し、一連のテロがラソイオ一派に見せかけたボナヴェントの主導によるものであるという偽情報を連邦政府に送らせる。
連邦政府は特務部隊「エコーズ」によるボナヴェントの暗殺を実行。ラソイオは情報提供および証言の交換条件として任務に参加しボナヴェント邸潜入に同行する。しかし、部下からの連絡でアジトが突き止められたことを察し、計画の崩壊を悟ったラソイオは邸内全員の殺害に乗り出し、エコーズ隊員をも次々と暗殺し全滅させる。しかしブライアーに顎を砕かれ、両脚を折られて行動不能となるものの、最終的にはティートとともに生き残る。ティートに自分の本名（ゾルタン・アッカネン）が書かれたドッグタグを渡したあと、彼に射殺される。
ボナヴェント・トゥッチ
コロニー貨物船労働協会の会長。右脚が不自由で、杖をついている。妻とは同じコロニーで別居しており、ティートに会うことも拒否している。
連邦政府による税率改定には反対の立場であるが、昔の経験から暴力はいずれ自分に帰ってくるとして、連邦政府とはことを構えるつもりはない。
約45年前から、血気盛んで荒っぽい仕事もこなしながらコロニーで宇宙貨物船会社を経営し、やがて指折りの貨物船会社の若手社長として認められ、政財界とも太いパイプをもつに至る。その折にある大企業グループの名家の一族に気に入られ、そのひとり娘と結婚、婿入りし「家柄」も手に入れる。会社も急激に成長し協会を設立、地球連邦政府へも力を発揮できるほどの大組織に成長する。しかしその一方で、詩や音楽以外興味のない妻とは接点がなく、ティートが産まれるものの同時に屋敷で働くブライアーが隠し子であるという情報が敵対勢力から悪意をもってリークされる。一族はブライアーの追放を迫るがボナヴェントはこれを拒否、彼自身が協会および会社関係から追放される。しかし、彼に恩義を感じる多くの部下や仲間はこれを一族の横暴として抗議デモを連日おこなう。一族は、今後ボナヴェントとブライアーが親子であると決して世間やティートにも知られないよう、いち従業員として接することを条件に現状復帰を認める。
ラソイオの邸宅襲撃の際、彼が人質にしたティートを放り投げ、受け止めようとするブライアーを射殺しようとしたところに割り込み、胸部に銃弾を受ける。ティートとブライアーにわれわれは本当の家族だと言い残し、絶命する。なお、この事件で会長と役員のほとんどを失った協会は、最終的に解体されて連邦政府主導による立て直しが図られることとなる。また、一連の事件は何者かによる協会の「解体計画」のもとに動いていたとされる。
ブライアー
ボナヴェントの秘書兼ティートの世話係の女性。ラソイオが認めるほどの美人だが常に冷静沈着。みずから護身術などの体術を会得しており、銃撃を避けるほどの「先読み」の能力も相まって格闘では負けることがない。
その実はボナヴェントと前妻（数年で離婚）の隠し子であり、ブライアーが10歳の頃に母親が病死し、父は扶養家族として正式に面倒をみる。ティートに「家族」と呼ばれることを拒んだのは、前述の条件を守ったからであり、実際にはティートと接する時間はかけがえのない大切なものであった。ティートが元気になるように、母親の家に行き会ってくれるよう直談判するも、家人に拒否される。
邸宅を襲撃するラソイオとの格闘にも圧勝するが、ラソイオが仕掛けていた時限式発砲装置には反応できず、22口径のホローポイント弾を腹部に受ける。それでもティートを助けようと手を差し伸べるが払いのけられ、彼に対する想いを伝える途中で絶命する。
フラン
ティートのイマジナリーフレンドで、愛称はフラニー。目は常に前髪で隠れている。予知能力をもっており、ティートにモナハンを助けるよううながしたのは彼である。また、ティートと一心同体になれば、彼にラソイオのパンチをよけられるほどの能力を与えることもできる。
ティートがフランを生み出してしまう理由を、ブライアーは満たされないものがある、それは母親に会えないことではないかと分析している。しかしフランは善良であり、ティートを守ってくれる存在であるとも見ている。
ブライアーの死の直後、ティートに別れを告げ、涙ながらに手を振って消滅する。
クラヴェロ・ジェンマ
ダルシア・バハロ議員の当時の秘書であるが、偽名でありその正体は連邦政府国務省の諜報員。素性を知るラソイオ一派に拉致されてアジトに監禁され、地球にいる娘マルタを人質にとられたと思わされて偽情報を連邦政府に送ってしまう。ブライアーによって解放されたあと、政府に正しい情報を送るが時すでに遅しの状況であった。

## 登場兵器
本作では小説「不死鳥狩り」やほかの宇宙世紀シリーズに登場したMSも登場するが、一部の機体はカトキハジメによって作中以前の技術体系を意識した新デザインに変更されている（デザインのクリーンアップは作画監督の小松英司）。既出の機体の諸元や詳細は各リンク先を参照。
小説「不死鳥狩り」から主役機を変更し、ヨナの乗機をガンダムタイプとしたこと自体は監督の吉沢の意向ではなかったものの、機体のコンセプトや作劇上の位置づけには吉沢によるアイデアが数多く反映された。登場メカニックは主にカトキと玄馬宣彦が時代設定を踏まえて設定し、導入部でやられ役として登場するアンクシャとグスタフ・カールは福井の脚本からそのまま採用された。

### ルオ商会の兵器
RX-9 ナラティブガンダム
AE社がνガンダム以前に開発したサイコフレーム試験機で、μガンダムと同世代の失敗作からサイコフレームを取り外し、代わりに近代化改修を施して完成させた機体。ルオ商会が「AE社から実験運用を委託された」という名目で「不死鳥狩り」の増援として投入し、ヨナ・バシュタがパイロットを務める。名称の「ナラティブ」とは「定義するもの」「ニュータイプというものを囲い込んで捕まえるもの」という意思を込めて、ミシェルが名付けた。
多目的試験用MSに分類され、上腕部や大腿部などのフレームがむき出しになっているのが特徴。コア・ブロック・システムを採用しているため、全天周囲モニターは導入されていない。試験機という出自から素体の固定武装は頭部バルカン砲のみで、戦場ではルオ商会が「不死鳥狩り」用に取り寄せた武装ユニットを追加換装する。劇中では敵味方から「やせっぽち」と呼ばれる。
パイロットは通常のノーマルスーツの上からサイコフレーム内蔵ウェアラブルデバイスを装着した専用の「サイコ・スーツ」を着用するが、その重量のため、コックピットから降りればひとりで歩くことも脱ぐこともままならない。操縦系にはNT-Dシステム（ニュータイプ・デストロイヤー・システム）が秘密裏に搭載されており、一定以上のサイコ・ウェーブ（感応波）を感知すると自動的に起動し、パイロットの制御を離れて対象を撃滅する。
拡張性は高いが基礎設計が古いため、性能はそれほど高くない。追加装備で無理矢理に性能を上げることでどうにか相手と対等に戦えているが、基本性能ではジェスタにも劣るとされ、強大に描かれるフェネクスやシナンジュ・スタインと対比する形で、痩せていて弱そうで頼りないガンダムというコンセプトで描かれる。追加装備はAからCへ登場順に重装備からシンプルなものに変化していくデザインとなり、従来のロボットアニメの約束事とは逆のコンセプトになっている。
RX-9/A ナラティブガンダム A装備
高機動用オプションと大型兵装群を装着した姿。機体各部のブースターを後方に集中させた巡航形態を取ることで、「光の速さ…」とまで評されるフェネクスに匹敵する加速力を得られる。一方でパイロットには全身を押しつぶすような加速度がかかり、負担も増大している。
武装
サイコ・キャプチャー
A装備の特徴ともいえる、フェネクス捕獲用の複合特殊兵装。内蔵するジェネレーターにより先端部から大型ビーム・サーベルを展開することが可能で、ビーム発射機能も備える。
サイコ・キャプチャー使用時には、クロー状のキャプチャー・ユニット（フィールド発生装置）が先端部まで移動し、向かい合わせに立方体状のキャプチャー・フィールドを発生させることにより、フェネクスの感応波に干渉して機能を停止させることが可能である。このキャプチャー・フィールドは更に、フェネクスが放つ“まるで時を巻き戻すかのよう”に人工物を分解するサイコ・フィールド（人工物の分解）を相殺する性能を発揮している。
5連装中型ミサイル・ポッド
サイコ・キャプチャー尾部の箱型ユニットで、左右に3基ずつ計6基を備える。上側に位置するポッドから順に発射され、発射後はユニットごと回転して次弾が発射可能となる。前部ハッチは発射時にパージされる。
追跡戦では弾幕を展開して目標を足止めするために用いられている。
ビーム・サーベル
本体腰部後方に追加されたラックに、2基を装備する。
ハイメガ・キャノン
腰部に設けられた威力と射程に優れる大出力のメガ粒子砲で、複数回の発射も可能である。追跡戦ではフェネクスの足を止めるための牽制に用いられている。
大型ブースター
94式ベース・ジャバーから流用した大型ブースターで、後部に4基装備。接続は本体背部のマウントアームで行っているが、ユニバーサル仕様の規格で連結されており、ある程度の可動域を有している。
脚部オプション
脚部に被せる形で装着されるオプションで、増加ブースターの機能を有する。脚部の可動域はある程度維持されており、AMBAC肢としても機能する。
劇中での活躍
ナラティブガンダムの初実戦となる追撃戦で使用され、フェネクスに迫る機動性、足止めに有効な超火力、捕獲用特殊装備によって目標を追い詰め、一度は捕獲に成功する。しかし、フェネクスが事前に分離していたアームド・アーマーDEを駆使したことで拘束を脱され、最終的には逃走を許してしまう。更にこの戦闘でA装備の大半を破損・喪失したため、以降の作戦では別のオプション装備が用いられている。
RX-9/B ナラティブガンダム B装備
コロニー内戦闘を想定した、非ビーム兵器主体の仕様。A装備と同じく、フェネクスの捕縛に主眼を置かれている。
武装
有線式遠隔攻撃端末
「インコム」とも呼ばれる 。フィン・ファンネルやプロト・フィン・ファンネルに似た二股の形状で、ビーム兵器と捕獲のための機能を併せ持ち、オールレンジ攻撃に用いるほか、四つ股のクローに変形してサイコ・キャプチャーを展開することができる多機能攻撃端末だが、大型のため隠匿性は低い。
この攻撃端末は「有線式」という名の通り、通常はバックパックに装備されたオプションの左右の円盤に格納されたケーブルを介して本体と繋がっており、更にケーブルには攻撃端末に推進剤を供給する機能があるため、本装備は重力下でのオールレンジ攻撃を可能としている。なお、この背部オプションには攻撃端末を制御する以外の機能はなく、増設スラスターも有さない。
NT-D発動時にはその名に反してケーブルを切り離すことで有線の制約を逃れ、ファンネルとして振る舞う機能が秘匿されている。
劇中ではヨナからは「インコム」と呼ばれており、更に相対したゾルタンからはガンダムの装備に相応しくない「えせファンネル」と蔑まれるばかりか、シナンジュ・スタインに端末を掴み取られた上で、自機（ナラティブガンダム）へと向かって投げ返されてしまう。しかし、NT-D発動後はフェネクスを一時的に捕縛することに成功する。
ビーム・サーベル
腰部背面に装備したマウントに、2基を有する。
小型シールド
両前腕部にマウントされる防御装備で、各々に4連装ミサイル・ランチャーを2基ずつ内蔵している。ジェガン用のシールドを切り詰めたもので、2基を連結して大型シールドとしても使用できたという。
機体全体をカバーできるほどのサイズではないが、腕部の動作を妨げない利点がある。
劇中での活躍
シェザール隊メンバーとの模擬戦で用いられた後、新サイド6に位置するコロニー・メーティスでゾルタン率いる部隊との遭遇戦に用いられる。ヨナはコロニーへの被害を抑えるために手加減して戦おうとしたこともあり、被害をいとわないゾルタンのシナンジュ・スタインに圧倒されるも、戦闘に割って入ったフェネクスに窮地を救われる。しかし、ミシェルが企てていた通り、フェネクスの発する感応波に反応してNT-Dが発動。パイロットであるヨナから機体の制御を奪ってフェネクスを捕縛する。だが、ヨナから発された想定以上の感応波がIIネオ・ジオングのハルユニットに対するサイコミュ・ジャックを引き起こし、NT-Dを仕込んだミシェルの意図を超える状況を生むこととなる。なお、B装備はこのハルユニットとのドッキング時にパージされている。
RX-9/B2 ナラティブガンダム B2装備
アプリ『機動戦士ガンダム U.C. ENGAGE』の「クロスオーバーUCE」モードに登場。B装備の別形態となり、ビーム・ガトリングガンを装備したシールド・インコムを両腕に装備。
RX-9/C ナラティブガンダム C装備
フェネクスをおびき出すために、ルオ商会が収集していたサイコフレームを加工し、増加装甲として装着した姿。劇中では「サイコ・パッケージ」という別名で呼ばれており、「C装備」という名称は事後に便宜的に付けられたとされる。ナラティブガンダムの装備プランにはない急造品であり、本来ムーバブルフレームに用いるサイコフレームを増加装甲に使用するいびつな仕様・外見となっている。サイコフレーム搭載機に接近するとフレームが展開して赤く発光し、RX-0シリーズのデストロイモードのような姿に変化する。
武装
ビーム・ライフル
ジェガンのビーム・ライフルをベースとして、マズルとセンサーをユニコーンガンダムのビーム・マグナムと同規格のものに変更して急造される。
ビーム・サーベル
A装備などと異なり、ほかのガンダムタイプMSと同様に背部のバックパックに増設したラックに2基装備される。
デザインとしては、素体状態や他の装備では演出上の意図から敢えて「シルエットを弱そうに見せる」ため、背面から放射状に伸びる形でビーム・サーベルをマウントするデザインが避けられているが、C装備ではそれが解禁されている。
シールド
表面にサイコフレームを配し、裏面にはビーム・キャノンとミサイル（4発）を装備。バックパックにマウントすることも可能。
本体同様、ユニコーンガンダムを思わせるようにサイコフレームが赤く輝くが、IIネオ・ジオング（シナンジュ・スタイン）のビーム・ライフルを受けて爆散する。
サイコ・フィールド（人工物の分解）
フェネクスと接触し、サイコフレームが青く輝いた際に使用。マニピュレーターから発した波動で、IIネオ・ジオングのアーム・ユニットを分解している。ユニコーンガンダム（光の結晶体）や、フェネクスが発したものと同様の現象とされる。
劇中での活躍
ゾルタンが搭乗するIIネオ・ジオングとの最終決戦に使用され、捕獲されていたフェネクスの救出を試みる。フェネクスとの共闘中にはサイコフレームの発光が一時的に青に変化するが、その後にフェネクスと分断された際には赤色に戻っている。最終的には満身創痍でフェネクスの救出を試み、撃墜されて機体ごと失われる。
コア・ファイター
ナラティブガンダムの腹部に格納されている脱出艇。窓枠のあるキャノピーや双胴になった推進装置のレイアウトはSガンダムのGコアに近く、機首や尾翼の形状はΖΖガンダムのコア・ファイターに類似するが、格納時には折り畳まれていた主翼が展開することで、特徴的な鳥のようなシルエットを形成する。劇中終盤で、ナラティブガンダムを撃墜されたヨナがフェネクスに取り付く際に使用され、最終的には撃墜されるものの、駆けつけたバナージのシルヴァ・バレトから援護射撃を受けつつ、ヨナをフェネクスのもとまで送り届ける役割を担う。
MSK-008 ディジェ
グリプス戦役時、カラバが開発した試作陸戦用MS。劇中の時代ではかなりの旧式機となっているが、ルオ商会が武装を最新型に換装して戦力としている。
本作では、ダークグレーに塗装されたルオ商会所属の数機が、護送されるマーサを襲撃するために使用される。
搭乗者はルオ商会に私設軍隊として雇われた傭兵たちと、実戦が初めてのヨナ。隊長機は左肩部にサーチライトが装備され、機体を操縦するリーダーとは別に、襲撃の首謀者であるミシェルがコックピットに同乗する。
ローズバット
ルオ商会が所有する輸送船。その名のとおり艦橋外部にバラの紋章が施されている。
劇中ではA装備のナラティブガンダムを作戦宙域に投入した後、シェザール隊の母艦ダマスカスにナラティブガンダムのパーツや専属スタッフを搬入するために用いられる。
漫画『機動戦士ムーンガンダム』では、ルオ商会が宇宙世紀0092年に（ミシェルの御託宣の通り）南極に降下するミネバを確認するため、ザジ大人（ダーレン）の指揮のもとリック・ディジェ4機とともに衛星軌道上で運用される。

### 地球連邦軍の兵器
RX-0 ユニコーンガンダム3号機 フェネクス
連邦軍がユニコーンガンダムとバンシィの製造データをもとに独自に製造した機体。物語の1年半前に暴走事故を起こしてパイロットごと消息不明となるが、ミネバが『ラプラスの箱』の真実を公表した直後から目撃証言が相次ぐようになる。
物理的なオプション装備で対抗するナラティブガンダムと対比される形で、得体の知れない未知の原理で動くオカルティックな存在として描かれており、推進剤は尽きているものの、スラスターによる推進ではなく、サイコフレームを用いて異界の力を推進力に変換することで無限の航続距離を得ているという設定。演出面でも機械的な作動音とは異なる生物的な揺らぎをイメージした効果音が使われており、福井の意向で、超高速飛行時には『蒼き流星SPTレイズナー』のV-MAXの効果音が用いられている。
機体のサイコフレームには自分をリタ・ベルナルであると認識する残留思念が宿っているが、すでに生きているとは言えない状態にあり、コックピットは無人。無人で稼動する際にはユニコーンモードで動作し、意識のみの存在となったリタによって動かされている設定を反映して女性らしく軽やかな仕草で動き、鳥のように飛び回り機械には見えないという方針で演出されている。モチーフとなった中編小説「不死鳥狩り」と同様、映画の終盤でナラティブガンダムを撃墜されたヨナが一時的に搭乗した際にはデストロイモードに変身し、ガンダム・タイプの顔が現れる。
エシャロット
物語開始より1年半前、フェネクスに撃沈されたアイリッシュ級宇宙戦艦。

#### シェザール隊の兵器
劇中でナラティブガンダムと行動を共にする。
RGM-96Xs ジェスタ シェザール隊仕様
ジェスタを「不死鳥狩り」に合わせて改修した機体。全機が頭部にスコープ型センサー強化ユニットを装着しており、作戦の役割に応じて高機動型のA班装備、スナイパー仕様のB班装備、捕獲用キャプチャーガンを携行したC班装備が運用される。
ダマスカス
シェザール隊の母艦となるクラップ級宇宙巡洋艦。従来の同型艦よりも格納庫が拡張されており、船底に下部格納庫が増設されているほか、従来の上部格納庫も大型化され、ハッチが観音開きになっている。艦長はアバーエフ。
89式ベース・ジャバー
第二次ネオ・ジオン抗争で使用された宇宙用サブフライトシステム。
本作では、C班装備のジェスタによって運用されるほか、ミシェルとブリックが最終決戦に向かうために搭乗する。
94式ベースジャバー
宇宙用サブフライトシステム。推進装置がジョイントで切り離し可能なモジュールとなっており、モビルスーツなどにブースターとして取り付けることが可能。
映画ではサブフライトシステムとしては登場せず、ブースターモジュールのみがナラティブガンダムA装備やジェスタA斑装備のパーツとして装着され、最終決戦ではミシェルとブリックが搭乗する89式に連結する形でも使用された。小説版では映画の89式に代わる形で本機がシェザール隊に配備されている。

#### 護衛隊
護送中のマーサの護衛として登場。物語の序盤でルオ商会所属のディジェによって奇襲を受け、壊滅する。
RGM-89D-ESC ジェガンD型 護衛隊仕様
ジェガンD型のバリエーション機。頭部は60ミリバルカン砲を廃した新規のものとなり、胸部にはエコーズ仕様機のような追加装甲が施されている。主武装は90ミリショートマシンガン。
FD-03 グスタフ・カール
連邦軍の次世代機として開発が進められていた量産型汎用MS。
ジェガンとは別系統で開発された機体であり、装甲も厚い重装型となっている。ジェガンD型護衛隊仕様と同じ新型の90ミリショートマシンガンを使用する。
RAS-96 アンクシャ
アッシマーの後継機。

#### 連邦軍特別混成艦隊
偽装したジオン共和国軍を「袖付き」として討伐するために派遣された艦隊。IIネオ・ジオングと交戦する。
RGM-89A2 ジェガンA2型（ゼネラル・レビル配備機）、RGZ-95C リゼルC型（ゼネラル・レビル配備機）
ゼネラル・レビルに配備される機体。ラプラス事変時の仕様と同一。
ゼネラル・レビル
ドゴス・ギア級2番艦。
本作ではIIネオ・ジオングを迎撃する特別混成艦隊の旗艦として登場。グルトップを撃沈するものの、IIネオ・ジオングが反撃として起こしたヘリウム3の臨界爆発によって撃沈される。

### ジオン共和国軍の兵器
正規の軍組織であるジオン共和国軍の指揮下にあるが、テロリスト集団であるネオ・ジオン残党「袖付き」を装う。“本物”の「袖付き」はラプラス事変終結と共に壊滅しているため、「不死鳥狩り」作戦に介入した戦力のほとんどはこのジオン共和国軍のものであり、このため正規軍であることを感知されないよう、全機体が「袖付き」のMSに見うけられるエングレービング調の装飾を付け加えている。
MSN-06S-2 シナンジュ・スタイン
「UC計画」の一環として生み出されたサイコフレームの実験機で、ユニコーンガンダムの前身にあたる。
本作では、フル・フロンタルに奪取された2機のうち、未改修の予備機がゾルタン・アッカネンの乗機として登場する。
強奪以前とは形状の異なるビーム・ライフルやシールドを装備し、フロンタル機と同様にプロペラントタンクが大型化されている。
NZ-999 IIネオ・ジオング（セカンドネオ・ジオング）
ネオ・ジオングの予備パーツから製造されたモビルアーマー (MA)。「袖付き」のフル・フロンタルが設計し、地球連邦軍が接収していたものを、フェネクスをおびき出すためにミシェルが独断で横流しし、結果的にジオン共和国が労せずに入手した。日輪状のサイコシャード発生器によって搭乗者のイメージを具現化することができるとされ、劇中ではミノフスキー粒子を自在に操ることによってヘリウム3のガスタンクを圧縮して核融合反応を起こすなど、超常の力を操る。
初登場時にはナラティブガンダムのサイコミュ・ジャックを受け、同機と合体して暴走を起こしかけるが、ヨナが正気に戻ったことで未遂に終わる。最終決戦ではゾルタンのシナンジュ・スタインと合体する形で運用され、ナラティブガンダムやフェネクスとの死闘を繰り広げる。
前作『UC』のネオ・ジオングがどっしりと動かないイメージで描かれていたのに対し、本作では縦横無尽に飛び回り、武装を駆使して暴れ回るという方向性で描かれている。また、前作と同様に福井の意向で、『伝説巨神イデオン』のイデオンの効果音が多用されている。
AMS-129 ギラ・ズール
「袖付き」が主力MSとして用いていた機体。外観は親衛隊仕様と同様。
AMS-129 ギラ・ズール（エリク・ユーゴ機）
エリク・ユーゴの駆るグレーの隊長機。細部の形状は一般機や、『UC』に登場したアンジェロ機とも異なる。バックパックが重装型を改造したものに変更され、近接戦に対応したビーム・ナギナタやビーム・マシンガン・コンパクトを装備する。
グルトップ
チベ級をベースとするゾルタンの部隊の母艦。ベース艦と比べてエンジンノズルが増設されたほか、艦隊下部にカタパルトとIIネオ・ジオング用ケージが設けられている。
ヘリウム3備蓄基地における戦闘では、旗艦ゼネラル・レビルからなる混成艦隊の砲撃によって生じたタンクのガス爆発に巻き込まれ、轟沈する。
なお、小説版『UC』にもジオン共和国軍所属・モナハン傘下の同名艦が登場し、最終的に撃沈されているが、同作ではムサイ改級という設定であった。

### ミネバ一派の兵器
ガランシェールJr.
ミネバ直属の部隊が運用するガランシェールの同型艦。「Jr.」は2代目を意味し、サイズや構造は前作『UC』に登場した初代艦と変わらない。
ARX-014S シルヴァ・バレト・サプレッサー
ドーベン・ウルフの改修機であるシルヴァ・バレト系列の新型機。バナージ・リンクスが搭乗し、ユニコーンガンダム用と同型のビーム・マグナムを使ってヨナを援護する。ドーベン・ウルフの原型機にあたるガンダムMk-Vの開発や、シルヴァ・バレトへの改修には、劇中にも登場したオーガスタ研究所との関わりが深いという設定がある。
通常のMSがビーム・マグナムを撃つと腕部が耐えきれずに破損するという前作の描写を反映し、腕部のパーツを背面に予備として4本装着しており、撃つたびにパーツを次々と交換して対処する仕様になっている。ビーム・マグナムの装填数も腕と同数の5発。

### 小説版や漫画版の登場兵器
輸送機
漫画版第1話に登場。ミシェル一派のディジェを輸送する航空機。
映画の絵コンテ段階では、ディジェの輸送機として、『Ζガンダム』『UC』に登場した巨大輸送機ガルダが登場する予定であったが、この場面ではミシェルとマーサに焦点を当てる必要がありガルダは目立ちすぎてしまうという判断があり、尺の都合もあって、映画では登場場面そのものが没になったという経緯がある。コミカライズを担当した大森倖三は映画の脚本を基にして没になった場面を復活させたものの、この輸送機がガルダであることを知らされていなかった。大森は後に、もしそのことを事前に知らされていたならば構成を変更した上でガルダを登場させていただろうと語っている。
MSN-001A1 デルタプラス
漫画版第1話から第2話にかけてに登場。コールサインはD001（デルタワン）。高高度偵察中にミシェル一派の襲撃を受けたマーサ移送部隊の応援要請を受け、増援として駆けつける。ヨナ機からの遠距離攻撃で被弾しつつも、ディジェを1機撃墜するが、他の機体と刺し違える形で撃墜される。
RX-0 ユニコーンガンダム2号機 バンシィ
漫画版第8話から第9話にかけて登場。『機動戦士ガンダムUC One of Seventy Two』や小説「不死鳥狩り」で描かれたエシャロット事件の設定通り、暴走したフェネクスと交戦する。漫画版では先行する作品と違い、デストロイモードへと移行しようとしたところをフェネクスに頭部アンテナを捕まれて阻止され、頸部を斬り落とされて戦闘不能に陥る。
MS-14J リゲルグ、RMS-119 アイザック
漫画版第9話に登場。偵察任務中にフェネクスとバンシィの模擬戦に遭遇してフェネクスの暴走を引き起こすなど、『One of Seventy Two』や小説「不死鳥狩り」におけるリバウの役割を演じる。所属については明確な言及がないものの、腕部には「袖付き」の意匠が施されており、エシャロットの乗員からはネオ・ジオンのMSと認識されていた。
AMX-009 ドライセン
漫画版第11話から登場。「袖付き」の意匠と白を基調とした塗装が施されており、「白の三ツ星」の三人が搭乗する。
RMS-106 ハイザック
漫画版第13話から登場。コロニー・メーティスの防衛隊に複数機が配備されている。左肩にスパイクがない。
RMS-099 リック・ディアス
漫画版第13話から登場。コロニー・メーティスの防衛隊に配備されている。コールサインはR-1（ロメオワン）。
MSZ-006A1 Ζプラス
漫画版第13話から登場。コロニー・メーティスの防衛隊に配備されている。コロニーに配備されているものの、宇宙用のC1型専用装備のビーム・スマートガンではなく大気圏内用のA1型の標準装備であるビームライフルとシールドを装備し、フロントスカートもA1型と同型となっている。
ドラゴン・フライ
小説版に登場。地球連邦軍の連絡機。一年戦争直前の日々を回想する場面で、ヨナが航空機の知識を披露する場面で名前に言及される。

## スタッフ
- 企画・制作 - サンライズ[214]
- 原作 - 矢立肇、富野由悠季[214]
- 監督 - 吉沢俊一[214]
- 脚本 - 福井晴敏[214]
- メインキャラクター原案 - 高橋久美子[214]
- キャラクターデザイン - 金世俊[214]
- メカニカルデザイン - カトキハジメ、小松英司[214]
- 色彩設計 - すずきたかこ[214]
- CGディレクター - 藤江智洋[39]
- モニターデザイン - 佐山善則[39]
- 美術監督 - 丸山由紀子、峯田佳実[214]
- 特殊効果ディレクター - 谷口久美子[214]
- 撮影監督 - 脇顯太朗[214]
- 音響監督 - 木村絵理子[214]
- 編集 - 今井大介[214]
- 音楽 - 澤野弘之[214]
- プロデューサー - 小形尚弘[214]

## 主題歌
前作である『UC』アニメ版から引き続き劇伴曲を手掛ける澤野弘之が、主題歌およびすべての挿入歌にも参加している。一部の曲ではSawanoHiroyuki[nZk]名義を併用している。
主題歌「narrative」
歌 - SawanoHiroyuki[nZk]:LiSA / 作詞・作曲 - 澤野弘之
エンディングテーマとして使用される。
映画のラストシーンにかかる形でイントロが始まり、このとき初めて本作のメインタイトルロゴが画面に映し出される。ガンダムシリーズの映画作品においてエンディングまでメインタイトルが出ない演出を用いるのは、本作が初めてとされる。
挿入歌
「Vigilante」
作詞 - Benjamin Anderson、mpi / 作曲 - 澤野弘之 / 歌 - mpi&Gemie
ナラティブガンダムA装備の登場場面や、C装備の出撃場面、およびフェネクスと共闘場面で流れる。前作『機動戦士ガンダムUC』との差別化の一環として、前作にはなかったボーカル入りの戦闘テーマ曲として作曲された。ダンスミュージック的なアプローチを取り入れた作風となっている。
C装備が登場して以降の2場面では、A装備の登場場面で流れる通常版とはアレンジの異なるバージョンが使われている。このバージョンはサウンドトラックで「Vigilante <ver0.5+@>」の曲名で収録されており、通常版より「もうちょっとダンス的な方向性で」という監督のオーダーを反映した曲調となっている。
「Cage <NTv>」
作詞 - Benjamin Anderson、mpi / 作曲 - 澤野弘之 / 歌 - SawanoHiroyuki[nZk]:Tielle
東京お台場にある実物大ユニコーンガンダム立像のテーマ曲のアレンジで、NTvは「ナラティブバージョン」を意味する。劇伴曲として場面に合わせるため、イントロから最初のサビにかけての盛り上がりを抑制するようなアレンジがされており、映画の結末の、IIネオ・ジオングとの戦いを終えたフェネクスが立ち去る場面で流れる。福井によるシナリオが完成する前から、本作のテーマに合致しているので使用したいという打診があり、使用場面の指定まであったとされる。

## 関連メディア

### 小説

#### 不死鳥狩り
本作『機動戦士ガンダムNT』のモチーフとなっている、原案的な中編小説。映画『NT』でも脚本を担当している福井が、前作『機動戦士ガンダムUC』原作小説の外伝的なエピソードとして執筆した。2015年発売の設定資料集『機動戦士ガンダムUC GREAT WORKS -完全設定資料集- BOX III episode7』に同梱された小説を初出とし、後の2016年に『UC』原作小説の第11巻に再録された。
生き別れの幼馴染リタ・ベルナルの行方を探す主人公ヨナ・バシュタが、シェザール隊に参加してユニコーンガンダム3号機フェネクスを追跡する最中にネオ・ジオングと遭遇し、フェネクスの助力を得てこれを撃退するというおおまかな骨子は、小説「不死鳥狩り」から映画『NT』へと踏襲されているが、細部のストーリーや設定は異なる。小説「不死鳥狩り」では、ヨナやイアゴをはじめとするシェザール隊の乗機はスタークジェガンとなっており、敵として登場するネオ・ジオングも『UC』の原作小説本編ではフル・フロンタルのもとに届かなかったという設定になっている1号機がヤクト・ドーガをコアとして不完全な状態で登場するなど、登場メカニックにも差異がある。
映画『NT』に対する小説「不死鳥狩り」の位置づけについては、主要なスタッフ間でも認識の相違があったとされる。小説「不死鳥狩り」の著者で、映画『NT』の脚本も担当した福井は、単にフェネクスを追うという骨子と一部の登場人物の名前を小説「不死鳥狩り」から流用しただけに過ぎず、原作どころか原案とも呼べないものだと考えていたのに対し、『NT』の監督である吉沢は元々、映画『NT』を小説「不死鳥狩り」の映像化作品として構想しており、小説「不死鳥狩り」で描かれたニュータイプ論にもまっすぐ踏み込むべきだと考えていた。映画『NT』でヨナが搭乗する機体を量産機であるジェガン系からガンダム系の機体へと変更することは福井から吉沢へと伝えられたとされ、吉沢はそのことに面食らったと述懐しているが、一方で小説「不死鳥狩り」における、スタークジェガンに乗ったヨナ・バシュタの弱々しい印象は、吉沢の意向によって映画『NT』におけるヨナやナラティブガンダムへと反映された部分であるという。福井本人は小説「不死鳥狩り」を原作として重要視しなかった理由について、設定資料集の特典小説に過ぎない「不死鳥狩り」をそのまま映像化しても、美しい物語になりこそすれ、『ガンダム』のコンテンツとしては物足りないものになっていただろうと語っている。
映画『NT』の登場人物のうち、主要登場人物のヨナとリタ、およびイアゴをはじめとするシェザール隊メンバー、ティターンズの軍人エスコラは、小説「不死鳥狩り」から導入された登場人物だが、一部の設定やその末路が異なる。一方、映画『NT』における主要登場人物のひとりであるミシェルは小説「不死鳥狩り」には登場しておらず、映画『NT』で新たに追加された登場人物である。また、映画『NT』におけるゾルタンに相当する役割を演じるヤクト・ドーガのパイロットは、小説「不死鳥狩り」では名前や詳しい人物像が語られていない。『UC』の主要登場人物であったバナージをはじめとするミネバ一党の活躍は映画『NT』で追加されたもので、ジオン共和国の政治家モナハンは、『UC』原作小説のうち、アニメ版では描かれなかったエピソードに登場していた登場人物である。
『UC』原作小説の第11巻に再録された際には、ゲームソフトの特典小説を初出とする短編小説「戦後の戦争」が同時収録された。「戦後の戦争」は『UC』の前日譚で、映画『NT』に登場したシナンジュ・スタインにまつわるエピソードである。
- 福井晴敏（著）/矢立肇・富野由悠季（原案）、KADOKAWA〈カドカワコミックス・エース〉、『機動戦士ガンダムUC(11) 不死鳥狩り』、2016年3月26日発行（同日発売[224]）、ISBN 978-4-04-103921-2

#### 小説 機動戦士ガンダムNT
映画本編の脚本をもとに完全書き下ろしした『小説 機動戦士ガンダムNT』が、劇場公開に先駆けて2018年11月26日にカドカワコミックス・エース（KADOKAWA）より発売された。執筆は竹内清人で、基になった映画の脚本を執筆した福井は、本書ではストーリー担当としてクレジットされる。表紙イラストはカトキハジメ、本文イラストは、後述の漫画版も手掛ける大森倖三。
小説版では、映画版では断片的にしか描かれなかったヨナ、リタ、ミシェルの過去にまつわるエピソードが完全書き下ろしとなっている。ヨナたち3人が出会った幼少時代のことから、映画本編で友情の証として登場するペンダントにまつわるエピソード、そしてコロニー落としを予見した彼らが市庁舎の防災センターをジャックして避難を呼びかけ、多くの人々を救って「奇蹟の子供たち」と呼ばれることになるまでの経緯と、オーガスタ研究所での出来事の詳細が、物語本編の出来事と平行して描かれていく。従来の宇宙世紀シリーズからの因果関係の集積や、中編小説「不死鳥狩り」で示された内容も、細部の描写として取り入れられている。
- 福井晴敏（ストーリー）/竹内清人（小説）/矢立肇・富野由悠季（原案）、KADOKAWA〈カドカワコミックス・エース〉、『小説 機動戦士ガンダムNT』、2018年11月26日発行（同日発売[226]）、ISBN 978-4-04-107596-8

### 漫画
本編のコミカライズ作品が、『ガンダムエース』2019年1月号より連載中。作画は大森倖三。本編をベースにしつつ、映画では描かれなかったオリジナルエピソードも含めた内容となっており、映画には登場しなかった人物やMSなども登場する。
- 福井晴敏（ストーリー）/大森倖三（漫画）/矢立肇・富野由悠季（原案） 『機動戦士ガンダムNT』 KADOKAWA〈カドカワコミックス・エース〉、既刊15巻（2025年6月25日現在）
  1. 2019年3月26日発行（同日発売[228]）、ISBN 978-4-04-108001-6
  2. 2019年9月26日発行（同日発売[229]）、ISBN 978-4-04-108672-8
  3. 2020年3月26日発行（同日発売[230]）、ISBN 978-4-04-109219-4
  4. 2020年9月26日発行（同日発売[231]）、ISBN 978-4-04-109895-0
  5. 2021年2月26日発行（同日発売[232]）、ISBN 978-4-04-111089-8
  6. 2021年8月26日発行（同日発売[233]）、ISBN 978-4-04-111670-8
  7. 2022年2月26日発行（同日発売[234]）、ISBN 978-4-04-112266-2
  8. 2022年5月26日発行（同日発売[235]）、ISBN 978-4-04-112374-4
  9. 2022年11月25日発行（同日発売[236]）、ISBN 978-4-04-113246-3
  10. 2023年3月25日発行（同日発売[237]）、ISBN 978-4-04-113496-2
  11. 2023年8月25日発行（同日発売[238]）、ISBN 978-4-04-114135-9
  12. 2024年2月26日発行（同日発売[239]）、ISBN 978-4-04-114713-9
  13. 2024年7月25日発行（同日発売[240]）、ISBN 978-4-04-115298-0
  14. 2024年12月25日発行（同日発売[241]）、ISBN 978-4-04-115842-5
  15. 2025年6月25日発売[242]、ISBN 978-4-04-116485-3

### Webムービー
『ゾルタン様の3分でわかる宇宙世紀！』
2019年1月15日にYouTubeバンダイチャンネルで配信の短編動画。宇宙世紀作品の各種映像を流し、ゾルタン・アッカネンがナレーションで解説するという内容になっている。
- 構成・脚本 - 福井晴敏
- 映像制作 - ヨーヨーミラクル
- 製作 - サンライズ

### ゲーム
スーパーロボット大戦X-Ω
iOS / Android用ゲームアプリ。
ロボットアニメが多数登場するクロスオーバー作品。2018年12月に期間限定参戦作品として本作の機体とパイロットが登場したが、当時は映画本編公開中ゆえにネタバレへの配慮からイベントシナリオへの登場は見送られ、ユニット（機体とパイロット）のみの登場となった。2019年5月には再び期間限定で登場し、イベントシナリオにも登場した。
機動戦士ガンダム エクストリームバーサス2
2019年11月14日よりアップデートでナラティブガンダムが参戦。
射撃武装を主体とするB装備で中遠距離戦をこなしつつ、格闘戦を得意とするC装備に換装し敵機を圧倒する2000コストの万能機。
特殊射撃やバーストアタックでは、フェネクスも本機のアシストとして参戦。
エクストリームバーサスシリーズへのナラティブガンダムの参戦で、計40タイトル作品の参戦が確定した。
機動戦士ガンダム エクストリームバーサス2 クロスブースト
フェネクスが参戦。
スーパーロボット大戦30
Nintendo Switch/PlayStation 4/Steamのゲームソフト

## BD / DVD
2019年5月24日に発売。劇場公開版に作画や撮影処理などのクオリティアップを施した内容となっており、愛知県のミッドランドスクエアシネマでは同年5月17日から、東京都の新宿ピカデリーと大阪府のなんばパークスシネマでは5月24日から、それぞれ1週間かつ1日1回限定での劇場公開も行われる。

## テレビエディション
『機動戦士ガンダム 水星の魔女』のSeason 1・2の間にあたる2023年3月に、宇宙世紀を舞台にした作品を放送する「GUNDAM NEXT FUTURE×日5」の第3弾として、本作を全4話に編集したテレビエディションが地上波放送された。
| 話数  | サブタイトル   | 放送日        |
| ----- | -------------- | ------------- |
| 第1話 | やせっぽちのG  | 2023年 3月5日 |
| 第2話 | 籠の中の不死鳥 | 3月12日       |
| 第3話 | 嘘つきは誰？   | 3月19日       |
| 第4話 | 鳥になる       | 3月26日       |

| 放送期間               | 放送時間           | 放送局                               | 対象地域・備考                    |
| ---------------------- | ------------------ | ------------------------------------ | --------------------------------- |
| 2023年3月5日 - 3月26日 | 日曜 17:00 - 17:30 | 毎日放送をはじめとする TBS系列全28局 | 日本国内 連動データ放送 『日5』枠 |